# ضمة (بكتيريا)
بكتيريا الضمة أو ضمات (فيبريو) هو أحد أجناس البكتيريا السالبة لصبغة جرام، وتتخذ شكلاً مميزاً وهو شكل القضيب المنحني أو الفاصلة ولذلك تعرف ببكتيريا الضمة ( ُ).
> تستطيع أنواع عديدة من هذه البكتيريا أن تسبب عدوى عن طريق الغذاء والذي يكون عادةً مأكولات بحرية نصف نيئة أو نيئة تماماً حيث توجد غالباً في المياه المالحة، تعد بكتيريا الضمة من البكتيريا اللاهوائية والتي تعطي نتيجة موجبة لاختبار إنزيم الأوكسيديز ولا تقوم بصناعة الأبواغ  ولكن الصفة المشتركة بين كل أنواع هذا الجنس أنها متحركة بواسطة سوط قطبي ولها أغطية، وعلى عكس أنواع البكتيريا الأخرى فإن جنس الضمة يتمتع بزوج من الكروموسومات وهذا أمر غير شائع في البكتيريا، كما أن كل كروموسوم له منطقة مخصصة ومتميزة للانقسام والتكاثر ويتم حفظهم جميعاً معاً على مرور الزمن في جنس الضمة.
وقد تم تشييد النشوءات الأخيرة بناءاً على دراسة مجموعة الجينات (تحليل متسلسل للجينات).
وصف اوتو فريدريش مولر (1773-1786) ثمانية فصائل من هذا الجنس (ويتضمن ذلك إنفوسوريا) وثلاثة من هذه الأجناس كانت مغزلية الشكل، أما بعض الأنواع الأخرى فهي تندرج اليوم تحت جنس الكائنات حقيقيات النوى مثل البارانيما اللوحية أو العصويات المشطورة. وعلى الرغم من ذلك فإن تصنيف فيبريو مولر(1773) يعد حالياً اسم لجنس حيواني، أما البكتيريا الضمة فهي فإنها تنتمي لفيبريو باسيني (1854) حيث قام فيليبو باسيني بفصل الكائنات البكتيرية الدقيقة والتي أسماها كائنات اهتزازية -بسبب حركتها-من مرضى الكوليرا في عام 1854م.

## السلالات المسببة للأمراض
تعد معظم سلالات بكتيريا الضمة مسببة للأمراض  وتتمثل هذه الأمراض غالباً في إلتهاب المعدة والأمعاء، ولكنها يمكن أن تصيب الجروح المفتوحة أيضاً وتسبب تسمم الدم. يمكن أن تنتقل البكتيريا بواسطة العديد من الحيوانات البحرية مثل سرطان البحر والجمبري والتي عرف عنها بمرور الوقت أنها تسبب إصابات مميتة، وتتضمن السلالات المسببة للأمراض بكتيريا الكوليرا وفولنيفوكوس واشتهرت الكوليرا بأنها تنتقل بواسطة المياه الملوثة. كما يمكن أن تسبب أنواع الضمة المسببة للأمراض بعض أنواع العدوى التي تنتقل عن طريق الغذاء وهذا يرتبط عادةً بتناول المأكولات البحرية نيئة أو نصف نيئة، ويمكن أن ترتبط الأعراض المرضية بالمكان الذي تستطيع فيه البكتيريا التعبير عن عامل الشراسة الخاص بها بواسطة جزيئات الإشارات.
ينتشر وباء فبريو فولنيفكوس عادة في المناخات الحارة في صورة فاشيات صغيرة وقاتلة ومتكررة بشكل منتظم، حدث أحد هذه التفشيات في نيو أورليانز بعد إعصار كاترينا، وتحدث الكثير من هذه الحالات المميتة في أغلب السنوات بولاية فلوريدا، وزادت الإصابات ببكتيريا الضمة في الولايات المتحدة حيث تقدر هذه الزيادة اعتباراً من 2013 ب43% مقارنةً بالمعدلات في عامي 2008-2009م.
الخبر الجيد أن نسبة فيبريو فولنفيكوس والتي تعد أشرس السلالات لم تزداد، غالباً ما ترتبط الإصابة بسلالات بكتيريا الضمة بتناول محار الأسماك نيئاً.
يرتبط ظهور بكتيريا الضمة المحللة للدم بظاهرة كاناغاوا والتي تقوم فيها البكتيريا المعزولة من مضيف بشري بتحليل الدم في طبق التغذية بينما لا تستطيع البكتيريا المعزولة من مضيف غير بشري من تحليل الدم.>
تعد بعض أنواع بكتيريا الضمة حيوانية أيضاً، حيث أنها تسبب الأمراض في الأسماك والمحار كما أنها أسباب شائعة لوفاة الكثير من الكائنات البحرية.

## العلاج
تعتمد الرعاية الطبية على الأعراض المرضية ووجود الحالات الطبية الكامنة.

### التهاب المعدة والأمعاء
نظراً لأن التهاب المعدة والأمعاء محدود ذاتياً في الكثير من المرضى فلا يوجد علاج طبي محدد له، ولكن المرضى الذين لا يستطيعون التكيف مع السوائل عن طريق محلول الفم يمكن إعطائهم السوائل عن طريق الوريد.
وعلى الرغم من حساسية البكتيريا للمضادات الحيوية مثل الدوكسيسيكلين والكينولونات فإن العلاج بالمضادات الحيوية لا يقصر مدة المرض، ومع ذلك فإنه إذا كان المريض يعاني من ارتفاع في درجة الحرارة أو أحد الأعراض المرضية الكامنة يمكن البدء بتناول المضادات الحيوية مثل دوكسيسيكلين أو الكينولونات عن طريق الفم.

### عدوى بكتيريا الضمة التي لا تشمل الكوليرا
يعد المرضى الذين يعانون من عدوى بكتيريا الضمة (لا تشمل الكوليرا) في أماكن الجروح المفتوحة أو تسمم الدم أكثر مرضاً بكثير من غيرهم وغالباً ما يعانون من أعراض طبية أخرى، يتكون العلاج الطبي لهم من:
- البدء الفوري باستخدام المضادات الحيوية (دوكسيسيكلين أو كينولون).
- العلاج الطبي المكثف مع استبدال السوائل والأدوية التي تضغط الأوعية لرفع ضغط الدم وعلاج الصدمة الإنتانية وتصحيح نسبة الأحماض والقواعد واضطرابات الأيونات التي يمكن أن تحدث في الدم والتي تترافق مع حالات الإنتان الشديد.
- التنضير المبكر للجرح المصاب له دور كبير في نجاح العلاج، ويعد ذو أهمية كبرى في منع حدوث البتر للأصابع، والقدمين، واليدين.
- غالباً يكون هناك حاجه لتقييم جراحي سريع ومتسلسل وكذلك تدخل جراحي لأن المرضى قد يتدهورون بسرعة خاصةً الذين يعانون من التهاب اللفافة.
- الجراحة الترميمية مثل ترقيع الجلد في مرحلة الإنعاش.

## سلالات أخرى
تعد فيبريو هارفي بكتيريا مسببة للأمراض في العديد من الكائنات البحرية، وهي ملحوظة جدا كمسببة للذبذبات المضيئة في الجمبري.

## الأسواط
تمتلك الأنواع النموذجية والتي اكتشفت أولاً مثل الكوليرا سوطاً قطبياً واحداً، بينما تمتلك بعض الأنواع مثل البكتيريا المحللة للدم سوطاً قطبياً واحداً وأسواط رفيعة تنتشر في جميع الاتجاهات.